# Paul Chester Kainen
Paul Chester Kainen (...) è un matematico statunitense, figlio dell'artista Jacob Keinen.
È professore associato aggiunto di matematica e direttore del Lab for Visual Mathematics presso la Georgetown University.
Kainen è l'autore di un libro divulgativo sul teorema dei quattro colori e di una serie di ricerche sull'immersione nei grafi di oggetti matematici chiamati libri (book embedded graphs).
Dopo essersi laureato in lettere alla George Washington University nel 1966, vinse il premio intitolato a William Ruggles per l'eccellenza in matematica. Nel 1970 discusse la dissertazione di dottorato alla Cornell University con la supervisione di Peter Hilton.

## Opere selezionate
- Thomas L. Saaty e Paul C. Kainen, The four-color problem: Assaults and conquest, New York, McGraw-Hill International Book Co., 1977,  p. ix+217, MR 0480047. 2nd ed., Dover, 1986, ISBN 0-486-65092-8, MR 0863420.
- Frank R. Bernhart e Paul C. Kainen, The book thickness of a graph, in Journal of Combinatorial Theory, Series B, vol. 27, n. 3, 1979,  pp. 320-331, DOI:10.1016/0095-8956(79)90021-2.